# Sztolik

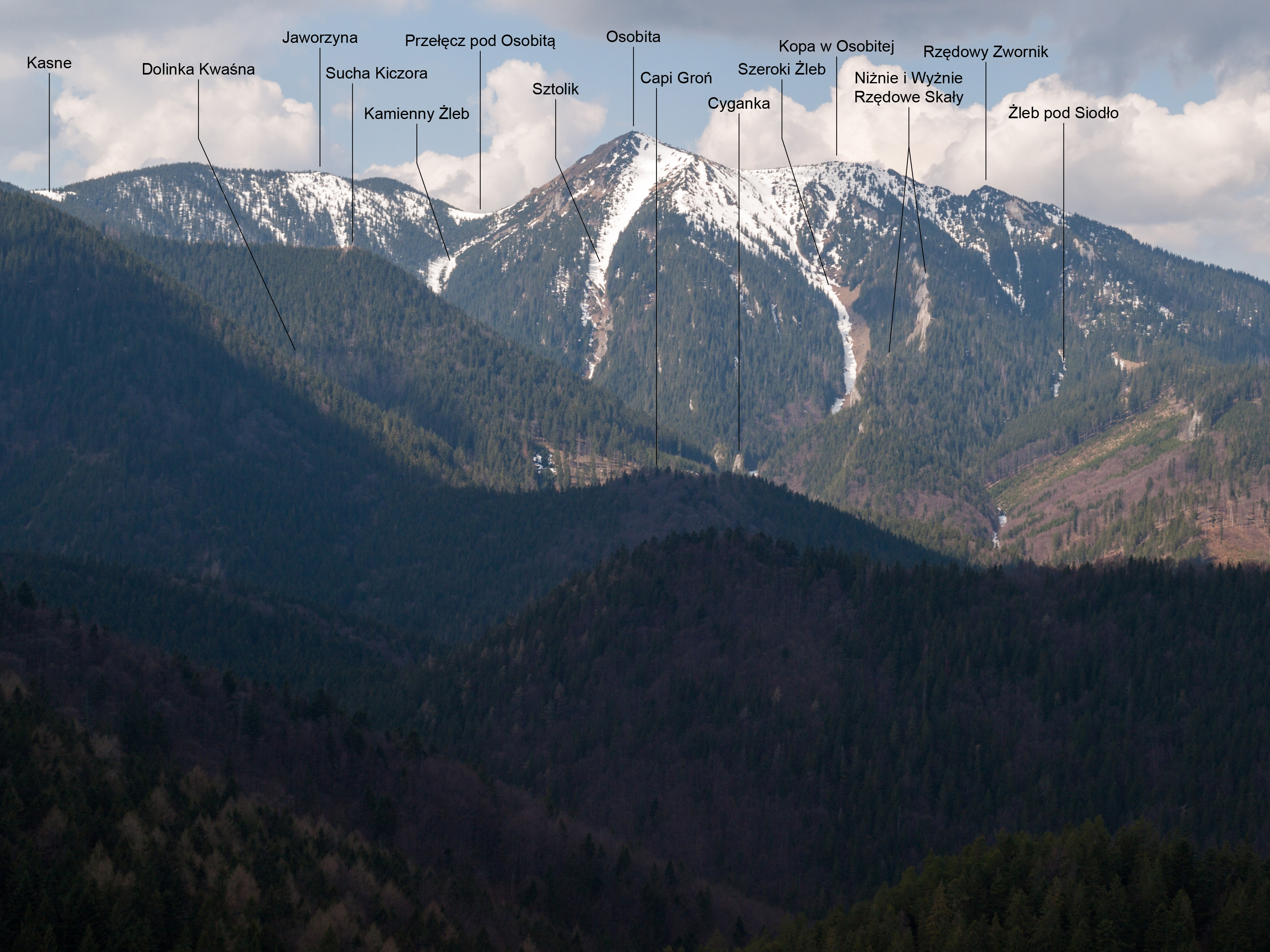
Widok z Turka

Sztolik – żleb w masywie Osobitej (1687 m) w słowackich Tatrach Zachodnich. Opada z jej głównego wierzchołka we wschodnim kierunku i na wysokości około 1150 m uchodzi do Kamiennego Żlebu będącego górną częścią Doliny Suchej Orawickiej. Tak więc Sztolik jest jedną z odnóg tej doliny. Jego orograficznie lewe ograniczenie tworzy wschodni grzbiet Osobitej zakończony turnią Cyganka, oddzielający go od Szerokiego Żlebu, prawe krótka, wschodnia grzęda Osobitej oddzielająca go od głównego ciągu Kamiennego Żlebu.
Koryto Sztolika na całej długości jest  trawiaste i schodzą nim lawiny. Trawiaste są również jego górne zbocza, niżej zarośnięte są kosodrzewiną i lasem.

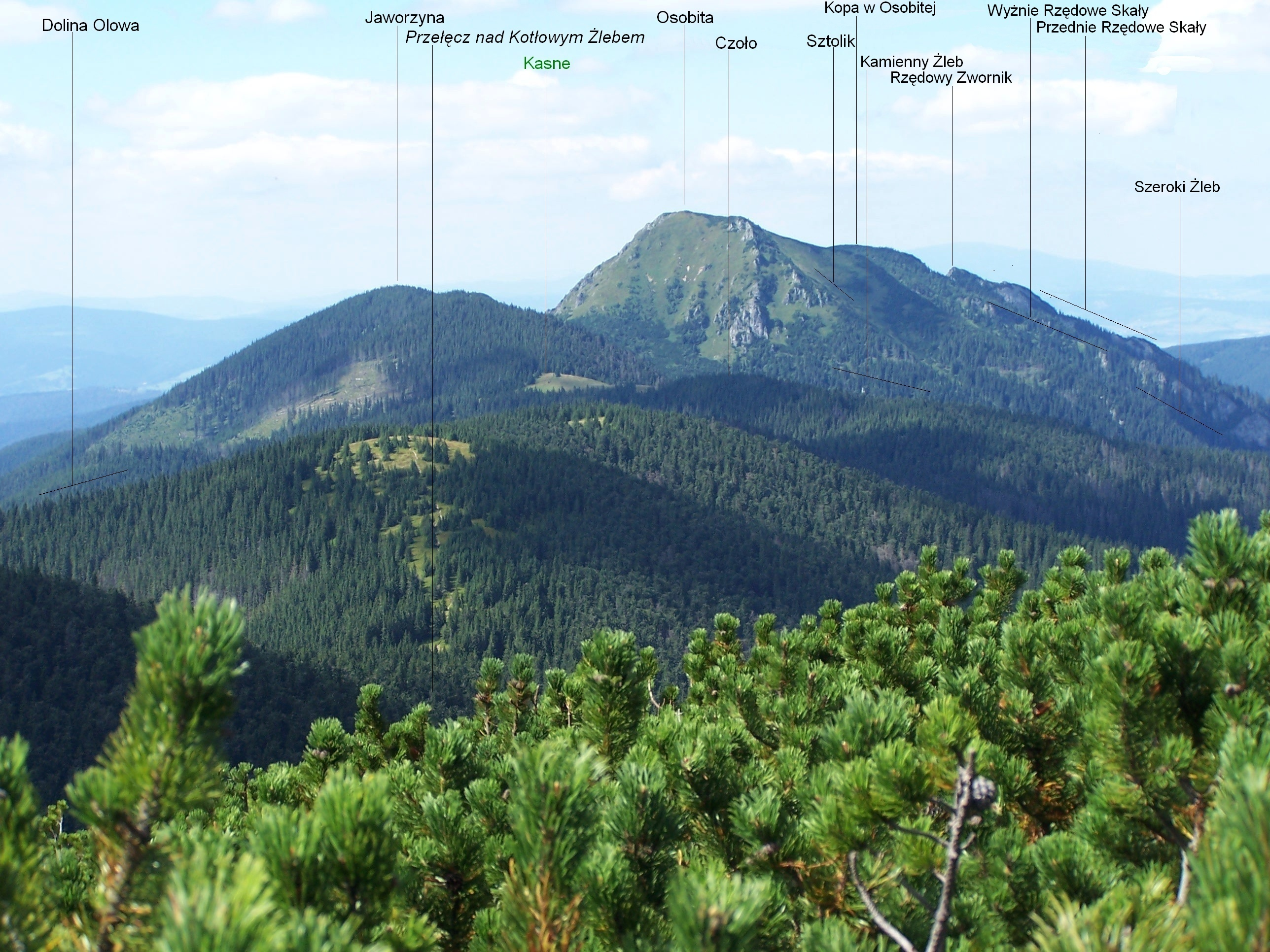
Widok z Bobrowieckiego Wierchu